# 桑沢デザイン研究所
専門学校桑沢デザイン研究所（せんもんがっこうくわさわデザインけんきゅうしょ、英語: Kuwasawa Design School、KDS）は、東京都渋谷区に所在するデザイン専門学校である。設置者は学校法人桑沢学園。

## 概要
1954年（昭和29年）、桑澤洋子によって東京都港区青山北町（現在の北青山）に設立された。バウハウス思想を継承した日本で最初のデザイン教育機関である。時代をリードするデザイナーやデザイン関連の職能人を育成することを教育の方針としている。
開校当時より、実務活動に携わるデザイナーや教育者、芸術家らが講義を担当し、当時としては画期的な実践教育であるとされた。以来半世紀以上にわたり、デザイン教育のパイオニア的機関として、国内外のさまざまな分野で活躍するデザイナーやクリエイターを輩出している。

## 沿革
この節の出典は「専門学校 桑沢デザイン研究所」による
- 1954年4月 - 桑沢デザイン研究所設立（東京都港区青山北町、木造モルタル2階建 設計：橋本徹郎）I部（昼間部）ドレスデザイン科、II部（夜間部）ドレスデザイン科、リビングデザイン科、各1年制で発足
- 1956年4月 - I部ドレスデザイン科、II部の一部に2年次を設置。II部リビングデザイン科設置
- 1957年12月 - 学校法人桑沢学園認可、法人組織となる
- 1958年4月 - 東京都渋谷区北谷町に新校舎落成（東京都渋谷区北谷町、鉄筋コンクリート3階建＝延671m²、設計：増沢洵）。
- 1959年4月 - I部ドレスデザイン研究科（3年次）設置
- 1961年4月 - II部リビングデザイン研究科を基礎造形科、ビジュアルデザイン科、プロダクトデザイン科、ドレスデザイン科に改編
- 1968年4月 - II部を7コースに改編
- 1976年12月 - 専門学校認可。校名を専門学校桑沢デザイン研究所と改称
- 1977年4月 - II部デザイン科を2年制に改編。専門学校法（新制度）により専門学校桑沢デザイン研究所スタート
- 1998年4月 - 総合デザイン科（昼間部、3年制）発足、現在の組織となる
- 1998年4月 - デザイン科（夜間部、2年制）をデザイン専攻科に改称
- 2003年2月 - 新校舎建設のため赤坂仮校舎へ移転（東京都港区赤坂）
- 2005年2月 - 東京都渋谷区神南に渋谷新校舎落成（東京都渋谷区神南、鉄筋コンクリート地上8階・地下1階建＝延50万6543m2、設計：大林組）
- 2005年4月 - 基礎造形専攻（附帯教育・夜間・1年制）開講
- 2020年4月 - 基礎デザイン専攻（附帯教育・夜間・1年制）開講
- 2021年4月 - デザイン専攻科（夜間部、2年制）を専攻デザイン科に改称

## 所在地
校舎は1958年、当初の外苑前から現在地（当時の住所は渋谷区北谷町）に移った。
〒150-0041 東京都渋谷区神南1-4-17

## 設置学科
- 総合デザイン科（昼間部・3年制）
  - ビジュアルデザイン専攻(VD)
  - プロダクトデザイン専攻(PD)
  - スペースデザイン専攻(SD)
  - ファッションデザイン専攻(FD)

（専攻には2年次以降にわかれる）
- 専攻デザイン科（夜間部・2年制）
  - ビジュアルデザイン専攻(VD)
  - プロダクトデザイン専攻(PD)
  - スペースデザイン専攻(SD)
  - ファッションデザイン専攻(FD)

専門課程とは別の附帯教育として以下の制度がある。
- 基礎造形専攻（夜間部・1年制で週2日開講）
- 基礎デザイン専攻（夜間部・1年制で週2日開講/2020年4月開講）

## 関係者
- 桑沢デザイン研究所の人物一覧

## 桑沢賞
創立者である桑澤洋子の業績を記念し、1993年（平成5年）、桑沢デザイン研究所同窓会により制定された。デザイン業界を幅広く網羅した、文化、産業、生活、環境、教育など総合的な舞台で活躍する人々を支援することを目的としている。

## 関連校
- 東京造形大学

設立者が同じ、姉妹校である。本校昼間部を一定の優秀な成績を修めた者は、教員の推薦により3年次編入が可能。